# Vitális István
Vitális István (Pusztaszenttornya, 1871. március 14. – Budapest, 1947. november 9.) geológus, paleontológus, egyetemi tanár, a Magyar Tudományos Akadémia rendes tagja. A Kárpát-medence számos táján végzett szénteleptani felvételezéseivel hozzájárult a magyarországi szénbányászat kibontakozásához, emellett jelentősek őslénytani kutatásai is.
Vitális Sándor (1900–1976) geológus, hidrológus apja.

## Életútja
A szarvasi evangélikus főgimnáziumban érettségizett 1890-ben, majd 1895-ben megszerezte természetrajz–földrajz szakos tanári oklevelét a Budapesti Tudományegyetemen. 1893-ban rövid ideig gyakornokoskodott id. Lóczy Lajos mellett a műegyetemen. Gyakorlati évében, 1894–1895-ben a Trefort utcai főgimnáziumban tanított, majd 1895-től 1912-ig a selmecbányai evangélikus főgimnázium földrajz–természetrajz tanára volt. Időközben 1904-ben bölcsészdoktori oklevelet szerzett a Budapesti Tudományegyetemen. Ekkor már egy éve, 1903 óta a selmecbányai Bányászati és Erdészeti Főiskola ásványtani és földtani tanszékén is oktatott adjunktusi címmel, 1908 után pedig paleontológiai előadásokat is tartott. 1912-ben az ásványtan és földtan rendkívüli, 1918-ban rendes tanárává nevezték ki a selmecbányai főiskolán. A Felvidék elcsatolásakor Sopronba menekített tanintézettel – új nevén Bányamérnöki és Erdőmérnöki Főiskolával – tartott, s 1923-tól 1941-es nyugdíjba vonulásáig a földtan és telepismerettan rendes főiskolai, 1934 után egyetemi tanáraként vezette a tanszéken folyó oktatómunkát. Egyidejűleg 1919–1920-ban a főiskola rektori, 1920–1922-ben prorektori tisztét is betöltötte.

## Munkássága
Jelentős eredményeket ért el a Kárpát-medencei kőszén-előfordulások teleptani kutatása területén, eredményeivel hozzájárult a magyarországi szénbányászat kibontakozásához és fejlődéséhez. 1907-től a Magyar Állami Földtani Intézet külső munkatársaként végzett földtani felvételezéseket, többek között a Balaton környékén, a Selmeci-körhegységben, a Medves-vidéken, a Sajó–Hernád-síkon, az Erdélyi-medencében, a Belső-Bécsi-medencében (Egbell környékén) és a Kárpátalján. Teleptani térképezéseivel egyebek mellett hozzájárult a Zirc–Jásd vidéki (dudari) eocén, az Esztergom környéki (liget-hegyi, kecske-hegyi) alsó eocén, a Nagyegyháza–Mány környéki paleocén barnakőszéntelepek, a mátraalji pannoniai lignit-előfordulások, valamint a magyaregregy–nagymányoki liász kőszénvagyon feltárásához és kiaknázásához. Teleptani vizsgálatai kiterjedtek a Halimba vidéki bauxit-, az úrkúti mangán-, valamint a Kárpát-medencei magnezit-előfordulások kutatására is.
Pályája során őslénytannal is foglalkozott, leírta a Lajta-hegység cápafogait, a balatoni kecskekörmöket. A Sopron vidéki üledékes kőzetekben felfedezett korábban ismeretlen fajokat, így például a Pannon-tenger kagylófaunájának néhány képviselőjét (pl. Limnocardium soproniense, Congeria soproniensis), valamint az Orygoceras és a Baglivia csiganemeket (ez utóbbit a szarmata és a pannoniai emeletek közötti átmenet korjelző fosszíliájaként határozta meg).
A bányavíz elleni védekezés módjaként elsőként javasolta a geofizikai mérések alkalmazását.

### Társasági tagságai és elismerései
1920-ban a Magyar Tudományos Akadémia levelező, 1945-ben rendes tagjává választották. 1943-ban<!-MÉL. és MTudLex.: 1942-ben--> a Magyarhoni Földtani Társulat tiszteleti tagjává választották, 1945-től haláláig a társaság elnöke volt. Ugyancsak tiszteleti tagja volt az Országos Magyar Bányászati és Kohászati Egyesületnek.

### Főbb művei
- A balatonvidéki bazaltok. Budapest: Kilián. 1911.
- Magyarország szénelőfordulásai. Sopron: Röttig-Romwalter ny. 1939.
- Sopron környékének szármáciai és pannóniai-pontusi üledékei és kövületei. Sopron: Athenaeum ny. 1951.
- A szén keletkezése és kárpát-medencei előfordulásai. Rudabánya: Bányászattörténeti Kutatások Alapítvány. 2012.

## Emlékezete
Születése századik évfordulóján, 1971-ben avatták fel emléktábláját a zirci Bakonyi Panteonban, 1981-ben pedig a nagyegyházi bányaüzemnél leplezték le mellszobrát.